# علي الموسوي
علي بن عبد الله بن صالح بن حجي الموسوي البصري (1927 - 2015). كان مرجع الفرقة الشيخية الكرمانية، وهي إحدى الفرق الشيعية الإثني عشرية، وكان إمام مسجد الموسوي الكبير الذي يعد من أكبر مساجد مدينة البصرة. له من المؤلفات «حقائق علمية وتاريخية» و«أحوال الشيخ أحمد الأحسائي والشيخية» و«دفع الاشتباه والريب»، كما ترجم كثيراً من كتب علماء الشيخية السابقين من الفارسية إلى العربية ككتاب «نظرة إلى القرن العشرين» لأستاذه عبد الرضا الإبراهيمي.
توفي يوم الخميس الخامس عشر من يناير / كانون الثاني 2015 الموافق الرابع والعشرين من شهر ربيع الأول 1436 هـ بمدينة البصرة بعد معاناة مع الجلطة الدماغية و مرض السكري وأمراض في القلب.

## وصلات خارجية
- موقع كتاب الأبرار، وفيه بعض كتب الموسوي.